# Кучак (Іран)
Кучак (перс. قوچك) — село в Ірані, у дегестані До-Дегак, у Центральному бахші, шахрестані Деліджан остану Марказі. За даними перепису 2006 року, його населення становило 131 особу, що проживали у складі 26 сімей.

## Клімат
Середня річна температура становить 16,56 °C, середня максимальна – 35,49 °C, а середня мінімальна – -5,43 °C. Середня річна кількість опадів – 191 мм.
| Клімат поселення                              | Клімат поселення | Клімат поселення | Клімат поселення | Клімат поселення | Клімат поселення | Клімат поселення | Клімат поселення | Клімат поселення | Клімат поселення | Клімат поселення | Клімат поселення | Клімат поселення | Клімат поселення |
| Показник                                      | Січ.             | Лют.             | Бер.             | Квіт.            | Трав.            | Черв.            | Лип.             | Серп.            | Вер.             | Жовт.            | Лист.            | Груд.            |                  |
| Середній максимум, °C                         | 11,39            | 14,33            | 18,49            | 24,82            | 30,10            | 34,66            | 35,49            | 34,50            | 30,59            | 23,99            | 17,44            | 11,28            |                  |
| Середня температура, °C                       | 2,97             | 5,92             | 10,09            | 16,40            | 21,68            | 26,24            | 29,17            | 28,17            | 24,27            | 17,67            | 11,12            | 4,96             |                  |
| Середній мінімум, °C                          | −5,43            | −2,49            | 1,66             | 7,99             | 13,27            | 17,83            | 22,86            | 21,87            | 17,96            | 11,36            | 4,80             | −1,35            |                  |
| Норма опадів, мм                              | 32               | 30               | 35               | 23               | 15               | 2                | 1                | 1                | 0                | 9                | 17               | 26               |                  |
| Середньомісячна швидкість вітру, м/с          | 1.43             | 2.19             | 2.58             | 3.05             | 2.82             | 2.65             | 2.78             | 2.53             | 2.28             | 2.19             | 1.64             | 1.57             |                  |
| Середньомісячна сонячна радіація, кДж/м²·день | 9864             | 12999            | 15470            | 18822            | 22623            | 26559            | 25937            | 24258            | 21085            | 15799            | 11593            | 9458             |                  |
| --------------------------------------------- | ---------------- | ---------------- | ---------------- | ---------------- | ---------------- | ---------------- | ---------------- | ---------------- | ---------------- | ---------------- | ---------------- | ---------------- | ---------------- |
| Джерело:                                      |                  |                  |                  |                  |                  |                  |                  |                  |                  |                  |                  |                  |                  |